# Helen Herron Taft
Helen Louise Herron "Nellie" Taft (Cincinnati, 2. lipnja 1861. – Washington D.C., 22. svibnja 1945.) je bila supruga 27. američkog predsjednika Williama Howarda Tafta od 4. ožujka 1909. do 4. ožujka 1913.